# Los Douglas, una dinastía en Hollywood
Los Douglas, una dinastía en Hollywood (título original: ... A Father... A Son... Once Upon a Time in Hollywood) es un documental estadounidense de 2005, dirigido por Lee Grant, musicalizado por John Califra, en la fotografía estuvo Rob LaRussa y los protagonistas son Diana Douglas, Kirk Douglas y Michael Douglas, entre otros. Esta obra fue realizada por Joseph Feury Productions y se estrenó el 2 de septiembre de 2005.

## Sinopsis
En este documental Kirk y Michael recorren sus historias de vida y profesionales, también dan a conocer lo que uno siente por el otro.